# ビッグ・ワンズ
『ビッグ・ワンズ』（Big Ones）は、エアロスミスが1994年に発表したベスト・アルバム。

## 解説
ゲフィン・レコード移籍後のスタジオ・アルバム4枚のうち、『ダン・ウィズ・ミラーズ』（1985年）を除く3枚からの選曲に、未発表曲「ウォーク・オン・ウォーター」「ブラインド・マン」、オムニバス・アルバム『ザ・ビーヴィス・アンド・バットヘッド・エクスペリエンス』（1993年）に提供された「デュースズ・アー・ワイルド」を加えた内容。「ブラインド・マン」はシングル・カットされて全米48位に達した。

## 収録曲
1. ウォーク・オン・ウォーター - "Walk on Water" - 4:56
2. エレヴェイター・ラヴ - "Love in an Elevator" - 5:22
3. ラグ・ドール - "Rag Doll" - 4:25
4. ホワット・イット・テイクス - "What It Takes" - 5:11
5. デュード - "Dude (Looks Like a Lady)" - 4:25
6. ジェイニーズ・ガット・ア・ガン - "Janie's Got a Gun" - 5:31
7. クライン - "Cryin'" - 5:09
8. アメイジング - "Amazing" - 5:57
9. ブラインド・マン - "Blind Man" - 4:01
10. デュースズ・アー・ワイルド - "Deuces Are Wild" - 3:36
11. アザー・サイド - "The Other Side" - 4:05
12. クレイジー - "Crazy" - 5:17
13. イート・ザ・リッチ - "Eat the Rich" - 4:11
14. エンジェル - "Angel" - 5:08
15. リヴィング・オン・ジ・エッジ - "Livin' on the Edge" - 6:21
16. デュード（ライヴ・ヴァージョン） - "Dude (Looks Like a Lady) (live)" - 5:11